# Elinebergskyrkan
Elinebergskyrkan är en kyrkobyggnad i stadsdelen Elineberg i Helsingborg tillhörande Raus församling i Lunds stift.

## Kyrkobyggnaden
I takt med att Helsingborg växte och nya bostadsområden uppfördes behövdes fler gudstjänstlokaler i staden. Från 1950-talet började bostadsområdet Elineberg byggas ut söder om Jordbodalen. I anknytning till detta planerades också en kyrka. Bostadsområdet färdigställdes med fem punkthus, Elinebergshusen, i 11 till 15 våningar som stod klara 1965 och året efter stod den nya stadsdelskyrkan klar, ritad av den erfarne kyrkoarkitekten Johannes Olivegren.
Kyrkan kombinerades med en lekskola och ett församlingshem och formades kring en entrépiazza med ett karaktärsfull klocktorn, en kampanil, ut mot Elinebergsgatan. Liksom största delen av den övriga bebyggelsen i Elineberg är kyrkan utformad i gult tegel med kraftfulla, högsträcka murar. Dessa är murade i tioskiftigt munkförband med springande kopp. Nedanför kyrkan sträcker de lägre delarna med lekskola och församlingshem ut sig norrut. Själva kyrkobyggnaden har en kvadratisk grundplan, men inuti denna är kyrkorummet ställt diagonalt genom byggnaden. Detta ger byggnaden karaktären av en basilika, då två lägre triangelformade sidoskepp skapas på var sida om huvudskeppet. Denna form ger också kyrkan ett prismatiskt uttryck och en båtliknande form. I båda ändarna av taknocken står var sin vindflöjel, en bestående av en stjärna och en av ett kors.
Interiören domineras även den av gult tegel och ljust klarlackerat trä och belyses av högt satta ljusinsläpp längs takfoten. Taket täcks av brunsvart holländskt taktegel.
Trots att kyrkan är uppförd efter 1939 skyddas den som kyrkligt kulturminne genom beslut av Riksantikvarieämbetet den 19 april 1999.

## Inventarier
Kyrkans inventarier är till största delen utformade av konstnärsparet Ralph Bergholtz och Randi Fischer. Bergholtz har utformat en bronsskulptur av Franciskus som tidigare stod vid kyrkporten. Inne i kyrkan möts man av hans höga korkrucifix. Fischer utformade kyrkans glasmålerier. Tillsammans stod konstnärerna även för kyrkans armaturer, som är specialgjorda och gjutna i brons, samt altarets vaser och ljusstakar, även dessa i brons.
Kampanilens två kyrkklockor är gjutna av Ohlssons klockgjuteri i Ystad och bär båda på var sin inskription:
- "Signa, o Gud, dina vandringsmän, led oss tillbaka hem till dig igen."
- "Ring in gudstjänsttid, Sjung in arbetstid, Bed in hjärtefrid!" – Nathan Söderblom

### Orgel
Den nuvarande orgeln byggdes 1968 av A. Mårtenssons Orgelfabrik AB, Lund och är en mekanisk orgel.
| Huvudverk I   | Svällverk II      | Pedal             | Koppel |
| Gedackt 8'    | Spetsgamba 8´     | Gedacktpommer 16´ | I/P    |
| Principal 4'  | Rörflöjt 4'       |                   | II/P   |
| Mixtur 2 chor | Principal 2'      |                   | II/I   |
|               | Kvinta 1 1/3'     |                   |        |
|               | Crescendosvällare |                   |        |